# Biloli
Biloli es una ciudad y  municipio situada en el distrito de Nanded en el estado de Maharashtra (India). Su población es de 14923 habitantes (2011). 

## Demografía
Según el censo de 2011 la población de Biloli era de 14923 habitantes, de los cuales 7559 eran hombres y 7364 eran mujeres. Biloli tiene una tasa media de alfabetización del 76,04%, inferior a la media estatal del 82,34%: la alfabetización masculina es del 83,99%, y la alfabetización femenina del 67,99%.